# Hrvatski udruženi športski klub Zagreb
Hrvatski udruženi športski klub Zagreb, skraćeno Udruženi bio je hrvatski nogometni klub iz Zagreba.
Nastao je tijekom listopada 1929. spajanjem Atene i Borca, klubova VII. kotara. Klub je tijekom veljače ili ožujka 1931. pripojen Maksimiru.